# Lista de picos ultraproeminentes
Esta é a lista de picos ultraproeminentes, ou seja, picos com mais de 1500m de proeminência topográfica. No mundo há 1514 destas montanhas.

## Gerais
- Lista de montanhas por proeminência - contém os 125 picos mais proeminentes da Terra
- Lista de ilhas por ponto mais alto - contém as 75 ilhas por ponto mais alto, todos considerados Ultras

## Europa (119)
- Lista de picos alpinos por proeminência (44)
- Lista de picos não alpinos por proeminência - inclui ilhas atlânticas e o Cáucaso (75)

## Ásia (649)
- Lista de picos ultraproeminentes da Ásia Ocidental (88)
- Lista de picos ultraproeminentes da Ásia Central (75)
- Lista de picos ultraproeminentes dos Himalaias Ocidentais (80)
- Lista de picos ultraproeminentes dos Himalaias Orientais, incluindo sul da Índia e Sri Lanka (61)
- Lista de picos ultraproeminentes do Tibete e Ásia Oriental (108)
- Lista de picos ultraproeminentes do Nordeste Asiático (53)
- Lista de picos ultraproeminentes do Japão (21)
- Lista de picos ultraproeminentes do Sudeste Asiático (42)
- Lista de picos ultraproeminentes das Filipinas (29)
- Lista de picos ultraproeminentes do Arquipélago Malaio (92)

## África (84)
- Lista de picos ultraproeminentes da África (84)

## Oceania (51)
- Lista de picos ultraproeminentes da Oceania, incluindo ilhas no Índico Sul (51)

## Antártida (42)
- Lista de picos ultraproeminentes da Antártida, incluindo ilhas no Atlântico Sul (42)

## América do Norte (356)

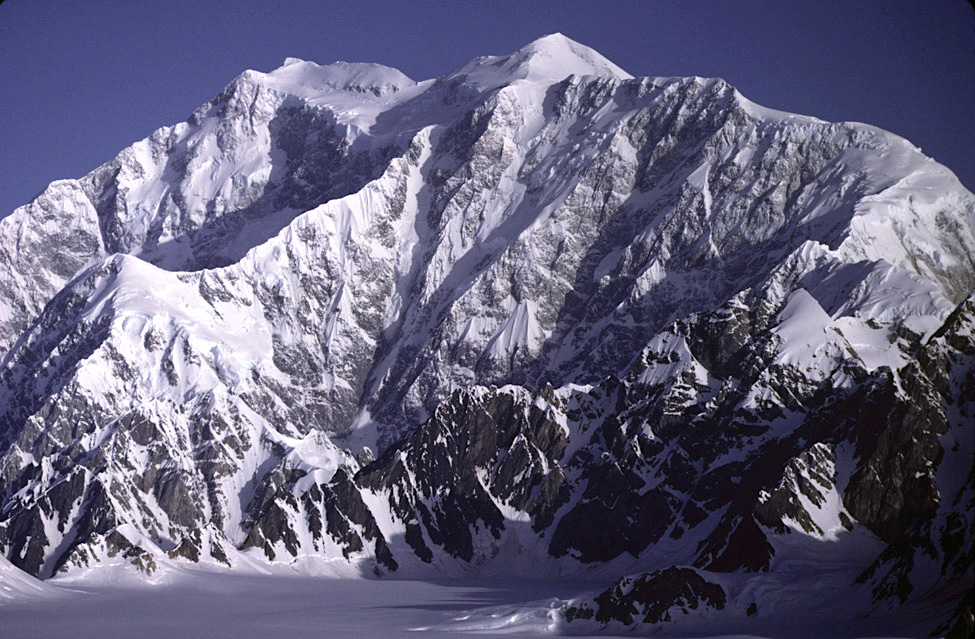
Cume do Monte Logan, Yukon, o ponto mais alto do Canadá, e sexto no mundo por proeminência topográfica.

- Lista de picos ultraproeminentes da América do Norte (356)
  - Lista de picos ultraproeminentes do Canadá (142, incluindo 6 sobre a fronteira com os Estados Unidos)
  - Lista de picos ultraproeminentes dos Estados Unidos (129, incluindo 6 sobre a fronteira com o Canadá)
    - Lista de picos ultraproeminentes do Alasca (65, incluindo 4 com o Yukon e 2 com a Colúmbia Britânica)

  - Lista de picos ultraproeminentes da Gronelândia (39)
  - Lista de picos ultraproeminentes do México (28, incluindo 1 na fronteira com a Guatemala)
  - Lista de picos ultraproeminentes da América Central (22, incluindo 1 no México)
  - Lista de picos ultraproeminentes das Caraíbas (7)

## América do Sul (209)
- Lista de picos ultraproeminentes da América do Sul (209)